# Bessemer-American Motors Corporation

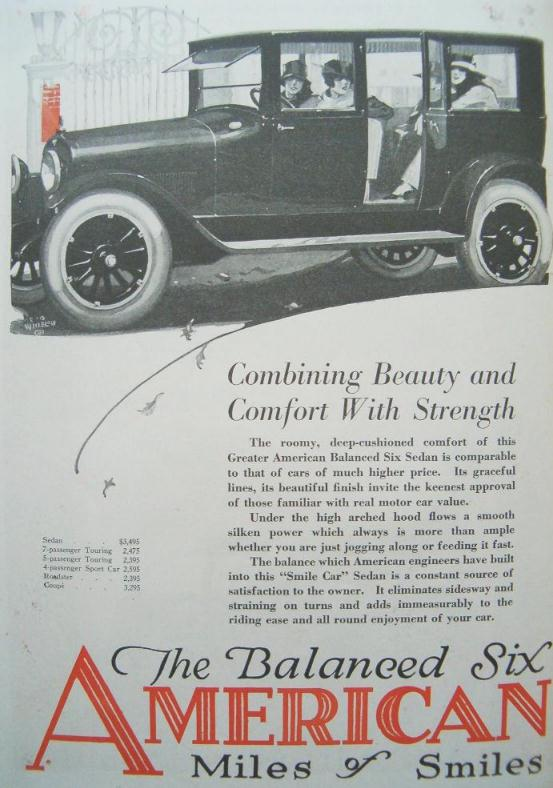
American-Werbung von 1921

Bessemer-American Motors Corporation, vorher American Motors Corporation, war ein US-amerikanischer Automobilhersteller. Der Markenname lautete American.

## Beschreibung
Die American Motors Corporation aus Plainfield (New Jersey) stellte von 1917 bis 1924 Fahrzeuge her. 1923 erfolgte nach dem Zusammenschluss mit der Bessemer Motor Truck Company die Umfirmierung in Bessemer-American Motors Corporation. Die Gesellschaft verkaufte die Wagen auch unter den Namen American Balanced Six und American Six. Es handelte sich dabei um einen Konfektionär, d. h., die Wagen wurden aus verschiedenen fremdgefertigten Komponenten montiert. So kamen z. B. die Kupplungen von Borg & Beck, die Getriebe von Warner, die Vergaser von Stromberg und die Motoren von Rutenber.
Das Unternehmen war niemals besonders groß; der größte Jahresausstoß von 1400 Automobilen war 1920 zu verzeichnen. In diesem Jahr wurde der alte 6-Zylinder-Rutenber-Motor mit 45 bhp (33 kW) durch einen Sechszylinder von Herschell-Spillman mit 58 bhp (43 kW) ersetzt. Der American wurde allgemein als das „Lächelnde Auto“ vermarktet, womit das Unternehmen andeuten wollte, dass die Wagen viele Meilen weit problemlos liefen.
Eine Zeit lang war der Automobilingenieur und Rennfahrer Louis Chevrolet als Chefingenieur für American tätig.

## Amalgamated Motors Corporation

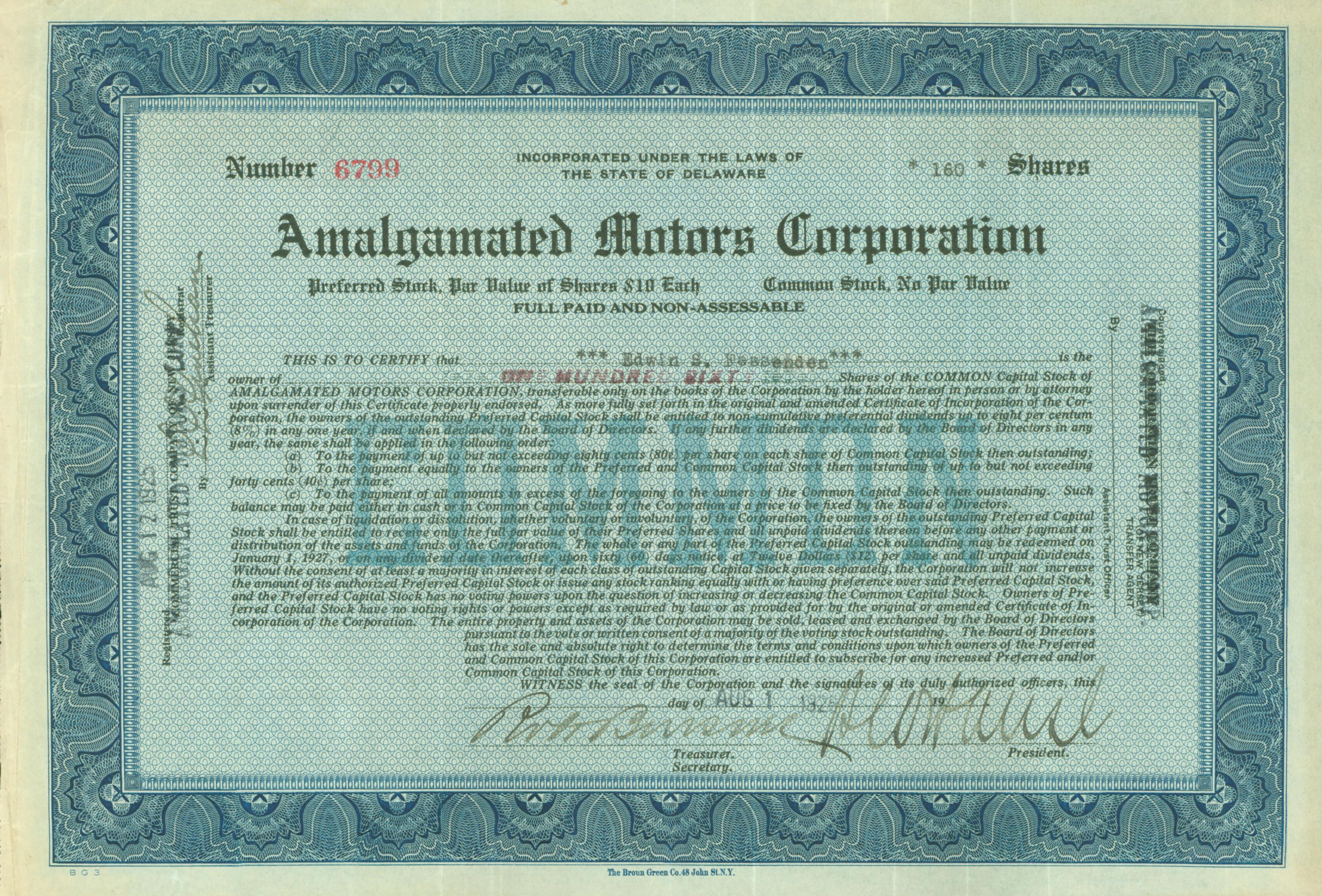
Vorzugsaktie der Amalgamated Motors Corp. vom 1. August 1925

Planungen sahen vor, ab Oktober 1923 unter Amalgamated Motors Corporation zu firmieren, wobei die Personenkraftwagen- und Nutzfahrzeug-Hersteller Northway Motors Corporation und Winther Motors zum Firmenverbund gehören sollten, möglicherweise auch die Krebs Motor Truck Company. In den Quellen gibt es unterschiedliche Ansichten, ob dieser Konzern tatsächlich gegründet wurde. Lange hielt das geplante Konstrukt nicht, denn im Frühjahr 1924 musste die Fertigung des American eingestellt werden; die Pkw-Produktion bei Northway und Winther hatte schon früher geendet. Insgesamt entstanden 5800 American und wenige hundert Northway und Winther; Letzterer baute noch bis 1927 Lkw.

## Modelle
| Modell | Bauzeitraum | Zylinder | Leistung           | Radstand     |
| ------ | ----------- | -------- | ------------------ | ------------ |
| Six-A  | 1917        | 6 Reihe  | 22 bhp (16,2 kW)   | 3099 mm      |
| Six-B  | 1918        | 6 Reihe  | 23,5 bhp (17,3 kW) | 3099 mm      |
| Six-G  | 1919        | 6 Reihe  | 23,5 bhp (17,3 kW) | 3099 mm      |
| Six-B  | 1920        | 6 Reihe  | 45 bhp (33 kW)     | 3099 mm      |
| C-60   | 1920–1922   | 6 Reihe  | 58 bhp (43 kW)     | 3175–3226 mm |
| D-66   | 1923–1924   | 6 Reihe  | 66 bhp (49,2 kW)   | 3226 mm      |

## Produktionszahlen
| Jahr  | Produktionszahl |
| ----- | --------------- |
| 1917  | 250             |
| 1918  | 749             |
| 1919  | 484             |
| 1920  | 1433            |
| 1921  | 1263            |
| 1922  | 791             |
| 1923  | 357             |
| 1924  | 473             |
| Summe | 5800            |